# Jaculinykus
Jaculinykus („dráp [mytického dráčka] Jakula“) je rod malého teropodního dinosaura z kladu Alvarezsauroidea a čeledi Alvarezsauridae, žijící v období pozdní křídy (geologický stupeň kampán, asi před 72 až 71 miliony let) na území současného Mongolska.

## Objev a popis
Fosilie tohoto dinosaura byly objeveny v sedimentech geologického souvrství Barun Goyot (typový exemplář s katalogovým označením MPC-D 100/209) na území Jihogobijského ajmagu. Jedná se o téměř kompletně dochovanou kostru s větší částí lebky. Typový druh Jaculinykus yaruui byl formálně popsán v listopadu roku 2023. Druhové jméno dinosaura je odvozeno od mongolského slova yaruu, což znamená rychlý nebo svižný. Kostra dinosaura byla dochována v pozici spánku, podobající se poloze těla u spících ptáků.
Hmotnost tohoto malého teropoda činila jen asi 1,6 kg.

## Zařazení
Blízce příbuznými tohoto zástupce podčeledi Parvicursorinae byly pravděpodobně taxony Shuvuuia a Mononykus, mírně vývojově vzdálenější pak byly rody Ondogurvel, Albinykus a Xixianykus, ještě vzdálenějšími pak například rody Linhenykus nebo Nemegtonykus.